# Holzbrücke Bad Säckingen
De Holzbrücke Bad Säckingen is een overdekte houten brug over de Rijn die de Duitse plaats Bad Säckingen verbindt met de Zwitserse gemeente Stein.
De eerste vermelding van een brug over de Rijn op deze plaats dateert uit de 13e eeuw. Door de bouwwijze uit die tijd, bezweek de brug meermaals door oorlogen, hoogwater en ijsgang. De stenen pijlers dateren uit de 16e eeuw en de huidige brug werd gebouwd in 1699-1700. De laatste renovaties vonden plaats van 1960 tot 1963 en van 1989 tot 1990.

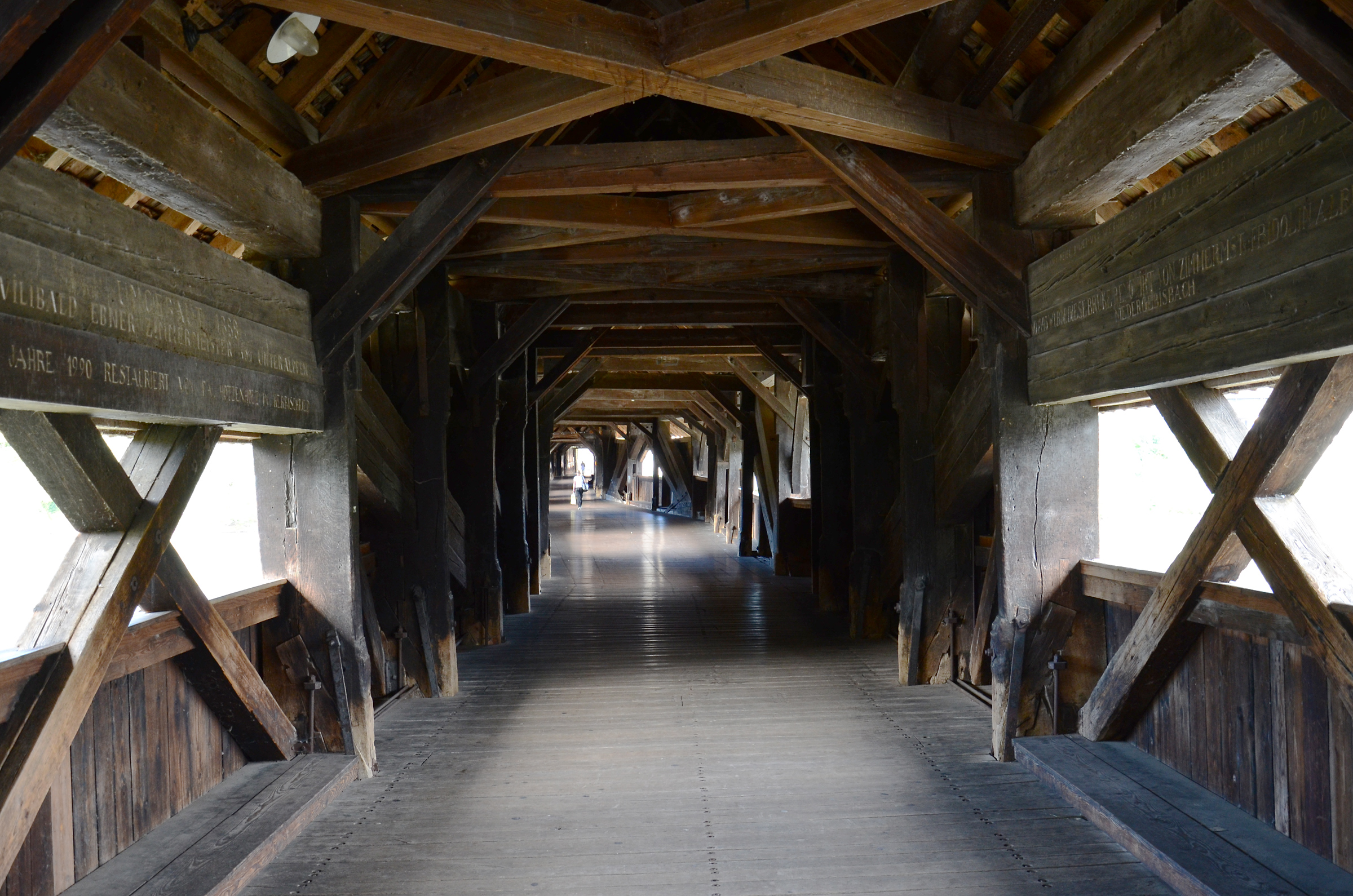
De brug van binnen

De brug staat op de lijst van erfgoederen van het kanton Aargau en is de langste overdekte houten brug van Europa. De brug heeft een lengte van 203,7 meter (206,5 meter inclusief de voorste daken). Hiermee is de brug net iets langer dan de Kapelbrug bij Luzern die 202,9 meter lang is (204,7 meter inclusief de voorste daken). De breedte van de brug varieert tussen 3,5 en 5 meter.
In het kader van de regulering van de Rijn en de bouw van stuwen en een waterkrachtcentrale in Bad Säckingen werd het waterpeil van de Rijn in de jaren zestig drie meter verlaagd. De gemetselde pijlers werden  daarvoor vervangen door betonnen pijlers die aangekleed werden met natuursteen. Ondanks dat het gevaar voor overstromingen hierdoor aanzienlijk verkleind werd, was er door drijfhout toch nog een gevaarlijke hoogwaterstand in 1999.
Evenals sinds 1975 bij vele andere bruggen tussen Duitsland en Zwitserland, waren ook in deze brug honderden kilo's met dynamiet ingemetseld. Het Zwitserse leger verwijderde het dynamiet uit deze brug in oktober 2014, omdat er vanwege het einde van de Koude Oorlog geen dreiging meer vanuit Duitsland verwacht werd.

## Galerij
|  |  |

|  |